# Qianshanyang
Qianshanyang (em chinês tradicional: 钱 山 漾 遗址 , Qiánshānyàng yízhǐ ) é um sítio neolítico da cultura Liangzhu no distrito de Wuxing na província chinesa de Zhejiang. Ele está localizado na costa sudeste do Lago Qianshan (Qiánshān Yàng, 钱 山 漾). Tecidos de seda foram encontrados na área com mais de 4.700 anos.